# Monze (Sambia)
Monze ist eine Stadt an der wichtigen Verbindungsachse Walvis Bay–Livingstone–Lusaka in Sambia und das Tor zum Lochinvar-Nationalpark südlich der Kafueauen. Die Einwohnerzahl beträgt 60.281 (2022). Sie ist Hauptstadt des gleichnamige Distrikts.

## Infrastruktur

### Verkehr
Monze ist gut über die ausgebaute, asphaltierte Fernstraße T1  von Lusaka nach Süden Richtung Livingstone zu erreichen und damit an das Verkehrsnetz zum namibischen Tiefseehafen in Walvis Bay angebunden.
Die Eisenbahnstrecke, die seit 1908 die Siedlungsstruktur in der sambischen Südprovinz bestimmt, führt ebenfalls durch Monze. Von dem in der Kolonialzeit einmal sehr bedeutenden Bahnhof fahren einmal wöchentlich Personenzüge nach Livingstone und nach Kitwe.
Zudem verfügt Monze über eine Flugpiste.

### Dienstleistungen
In der Stadt finden sich alle wichtigen Einrichtungen, wie ein Krankenhaus (Monze Mission Hospital), eine Tankstelle, Post und Banken.

### Bildung
Der Ort verfügt über mehrere Bildungseinrichtungen. Neben Grund- und Sekundarschulen, gibt eine bekannte Privatschule, die Lwengu School, die als Internatsschule im Sekundarbereich von Schülern aus der ganzen Region einschließlich der Nachbarländer besucht wird, und das Zambia College of Agriculture. Des Weiteren die Rusangu University, des Community Development College, des Farmer Training Centre, das Monze College of Education, das Kasiya Training College, die Monze School of Nursing und die Gateway to a Better Living Nursing School.

## Wirtschaft
Im Bereich der städtischen Wasserversorgung sind Monze und die anliegenden Dörfer in das Wasserversorgungs- und Abwasserentsorgungsprojekt der Kreditanstalt für Wiederaufbau einbezogen, welches alle Städte an der sogenannten Line of Rail umfasst.
Am Nordeingang der Stadt befindet sich eine Lodge, die mit ihrem Imbiss auch als Haltestelle der Überlandbusse aus Botswana, Namibia und Südafrika dient. Im Lochinvar-Nationalpark, der erst in den 1970er Jahren von einer Farm in einen Nationalpark umgewandelt wurde, findet man nur eine Lodge, die sich allerdings mit ihrem tended camp direkt an der Lagune (Überschwemmungsebene des Kafue-Flusses) befindet. Im Nationalpark finden nur wenige Dorfbewohner Arbeit, da der Park nicht zum klassischen Besuchsprogramm einer Sambiareise gehört und weder Elefanten noch Raubkatzen zu finden sind.
38 Kilometer vor Monze befinden sich beachtliche Gips-Ton-Vorkommen. Gips wird in der Zementproduktion benötigt.

## Bedeutung der Kirche
Große Bedeutung für die Südprovinz hat das römisch-katholische Bistum Monze, dessen Sitz Monze ist und dessen Hauptkirche die dortige Cathedral of Our Lady of Lourdes ist. Das Bistum erstreckt sich über nahezu alle elf Distrikte der Provinz. Neben einem Missionskrankenhaus in Monze werden von ihr weitere Krankenhäuser, aber auch Lehrerausbildungstätten und Schulen unterhalten. Die Diözese trägt auch eine wichtige Funktion im Bereich der Versorgung von HIV-infizierten und AIDS-kranken Menschen, indem sie in ihren gesamten Kirchengemeinden über ein Netz eines gut organisierten Pflegedienstes verfügt.

## Sonstiges
Eine Randerscheinung Monzes ist der 9-Loch-Golfplatz des Golf Clubs Monze. Der von Briten angelegte Platz verfügt dabei aus Wassermangel nicht über Grüns, sondern über sogenannte Browns. Deren Oberflächen bestehen dabei nicht wie üblich aus feinem Rasen, sondern sind von einem mit Altöl vermischten feinen Sand abgedeckt. Dieser Sand wird dann vor dem Putten mit einem Rechen glattgewalzt.

## Demografie
| Jahr      | 1963 | 1969 | 1974 | 1990   | 2000   | 2010   | 2022   |
| --------- | ---- | ---- | ---- | ------ | ------ | ------ | ------ |
| Einwohner | 3100 | 4300 | 5100 | 15.910 | 24.603 | 39.752 | 60.281 |

## Persönlichkeiten
- Raphael Mweempwa (* 1974), römisch-katholischer Geistlicher, Bischof von Monze
- Chauzje Choosha (* 1992), Sprinterin